# Christian Danielsson
Christian Nils Adolf Danielsson, född 27 september 1956 på Lidingö i Stockholms län, är en svensk diplomat och statstjänsteman. 
Han var Sveriges EU-ambassadör 2008–2010 och blev generaldirektör vid Europeiska kommissionens generaldirektorat för grannskapspolitik och utvidgningsförhandlingar 2013. Perioden 2020-2022 var han chef för kommissionens representationskontor i Sverige innan han blev statssekreterare åt EU-minister Jessika Roswall under Regeringen Kristersson.

## Biografi
Danielsson anställdes på Utrikesdepartementet 1981 och har tjänstgjort bland annat i Luanda och vid svenska OECD-delegationen i Paris. Han arbetade 1992-1995 på svenska EG-delegationen (Europeiska gemenskaperna/Europeiska gemenskapen) i Bryssel samtidigt som Sverige förhandlade om EU-medlemskap. Efter den svenska EU-anslutningen tjänstgjorde han i Europeiska kommissionen på kommissionär Anita Gradins kabinett 1995–1999. Därefter utsågs han till minister vid Sveriges ständiga representation vid Europeiska unionen i Bryssel med uppgift att förbereda det svenska ordförandeskapet i EU 2001. Under det svenska ordförandeskapet hade Danielsson en nyckelroll i utvidgningsförhandlingarna varefter han 2002 utsågs till biträdande kabinettschef till dåvarande EU-kommissionären för utvidgningsfrågor, tysken Günter Verheugen. Han var därefter enhetschef på Europeiska kommissionen med ansvar för Turkiets medlemskapsförhandlingar.
Danielsson var 2008-2010 Sveriges ständiga representant vid Europeiska unionen och innehade ambassadörstitel. Tjänsten innebar att han representerade Sverige i coreper II. Därefter återgick Danielsson till att tjänstgöra i Europeiska kommissionen med en befattning som biträdande generalsekreterare vid Europeiska kommissionens generalsekretariat. Danielsson ansvarade för relationerna med Europeiska unionens råd och Europaparlamentet och innehade posten från 2011 till 2013 då han utnämndes till generaldirektör och högsta chefstjänsteman på Generaldirektoratet för grannskapspolitik och utvidgningsförhandlingar. 
Danielsson är gift med diplomaten Veronika Wand-Danielsson.

## Utmärkelser
- H. M. Konungens medalj i guld av 12:e storleken i Serafimerordens band (Kon:sGM12mserafb, 2018) för framstående insatser inom svensk utrikesförvaltning[2]